# Zemljopis Brazila
Država Brazil peta je po veličini država svijeta. Zauzima otprilike polovicu Južne Amerike, a ujedno je najveća i najmnogoljudnija država na tom kontinentu. 
Ukupna površina Brazila iznosi 8,514,215 km² od čega je površina kopna 8,456,510 km², a provršina mora 55,455 km². Najviši vrh Brazila je Pico da Neblina (2 994 m). Država graniči s Argentinom, Kolumbijom, Francuskom Gvajanom, Gvajanom, Paragvajem, Peruom, Surinamom, Urugvajem i Venezuelom.
Klima je većinom tropska, ali južni je dio zemlje većim dijelom u umjerenoj klimi. Brazil većinom prekriva tropska šuma, dok na istočnoj strani izlazi na Atlantski ocean. Kroz državu protječe jedna od najvećih rijeka na svijetu Amazona. Amazona ima najveću količinu vode od svih rijeka na svijetu. Glavne rijeke koje protječu kroz Brazil su: Amazona, São Francisco, Tocantins.
Uvjerljivo je najveća zemlja Južne Amerike. U Brazilu se znatno razlikuje slabo naseljena i pretežno nerazvijene unutrašnjost od gusto naseljenog i razvijenog priobalja. Najveći dio unutrašnjosti Brazila pripada Amazoniji.
Rude, vodena snaga, šume i plodno tlo su bili osnova gospodarskog razvoja. Tijekom 20. st. od poljoprivredne zemlje postao je industrijska zemlja. 
Sirotinjske četvrti u Brazilu nazivaju se favele.